# François Audet
François Audet est un universitaire canadien spécialisé dans l'humanitaire, secteur dans lequel il a travaillé durant 15 ans avant d'entamer une carrière académique. Il est le fondateur et directeur de l’Observatoire canadien sur les crises et l’action humanitaire (OCCAH) rattaché à L’École des sciences de la gestion (ESG) de l’Université du Québec à Montréal depuis 2012.
Titulaire d’un doctorat de l’École nationale d'administration publique, François Audet intervient régulièrement dans les médias afin d’y fournir ses analyses et de discuter des catastrophes et problématiques humanitaires contemporaines.

## Publications
Outre de nombreux articles, François Audet a publié les ouvrages suivants :
- Mobilités internationales et intervention interculturelle – Théories, expériences et pratiques, sous la direction de Catherine Montgomery et Caterine Bourassa-Dansereau, Presses de l’Université du Québec, 2017  (ISBN 978-2-7605-4778-0)
- L’Aide canadienne au développement : Bilan et perspective (dir. avec M.E. Desrosiers et S. Roussel, Presses de l'Université de Montréal, 2008, 352 p.[5]  (ISBN 978-2-7606-2105-3)
- Nouvelles d’humanitaires, Éditions les Malins, 2016, 264 p.[6]  (ISBN 978-2-89657-440-7)
- Comprendre les organisations humanitaires, Presses de l’Université du Québec, 276 p.[7]  (ISBN 978-2-7605-4598-4)

## Réalisations notables
- Développement du programme de « Gestion des risques et de la sécurité dans les nouveaux contextes d'insécurité » à destination des organismes de coopération internationale québécois, en partenariat avec l’AQOCI et avec le soutien du ministère des Relations internationales et de la Francophonie[8]
- Visiting scholar pour le Program on Humanitarian Policy and Conflict Research (HPCR) de l'Université Harvard (2014)[9]
- Cofondateur de la Conférence humanitaire canadienne en partenariat avec la Coalition humanitaire et le Centre de recherche pour le développement international (CRDI), octobre 2013 et décembre 2014[10].